# Rohrhof (Brühl)

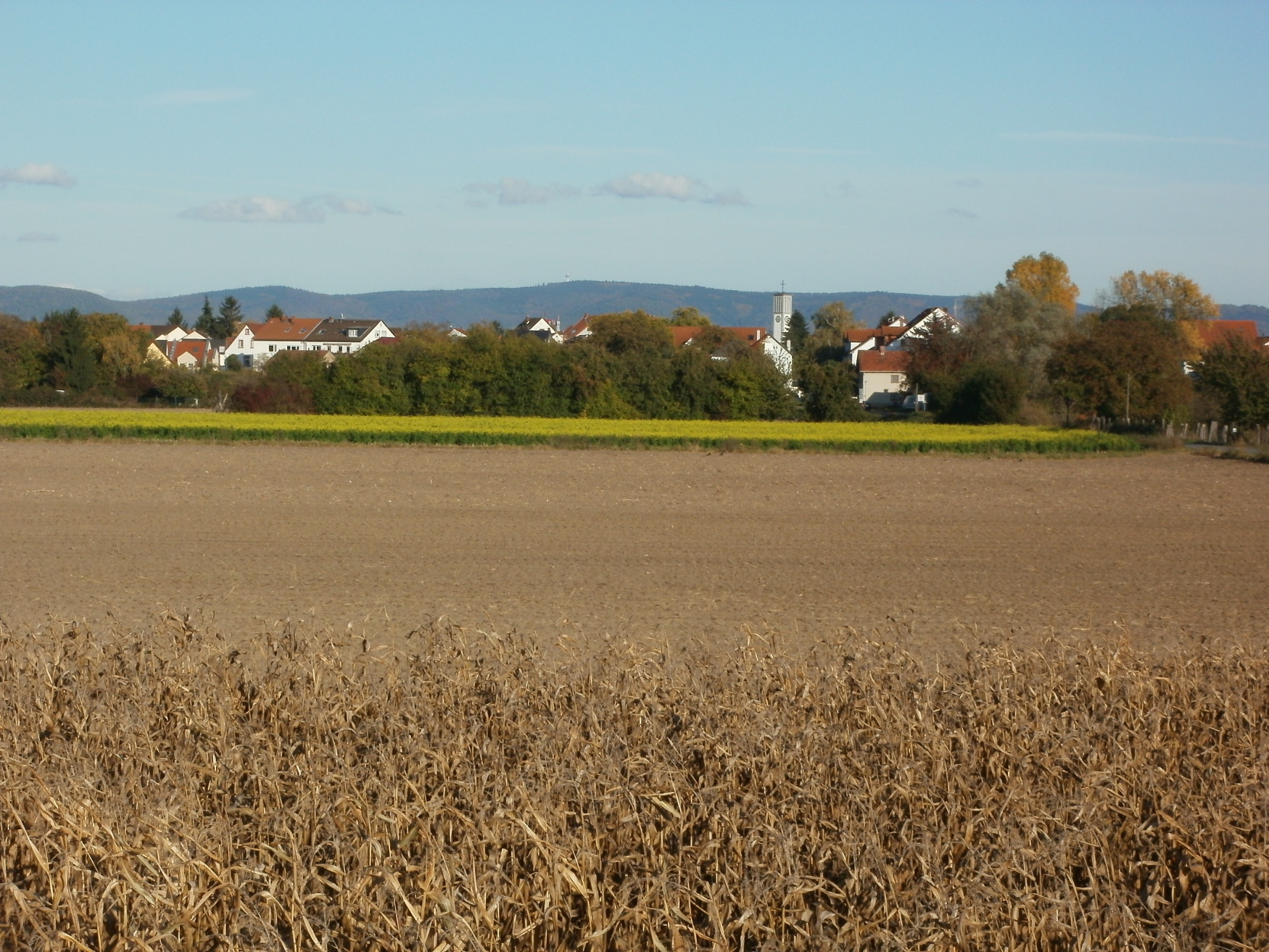
Blick auf den Rohrhof

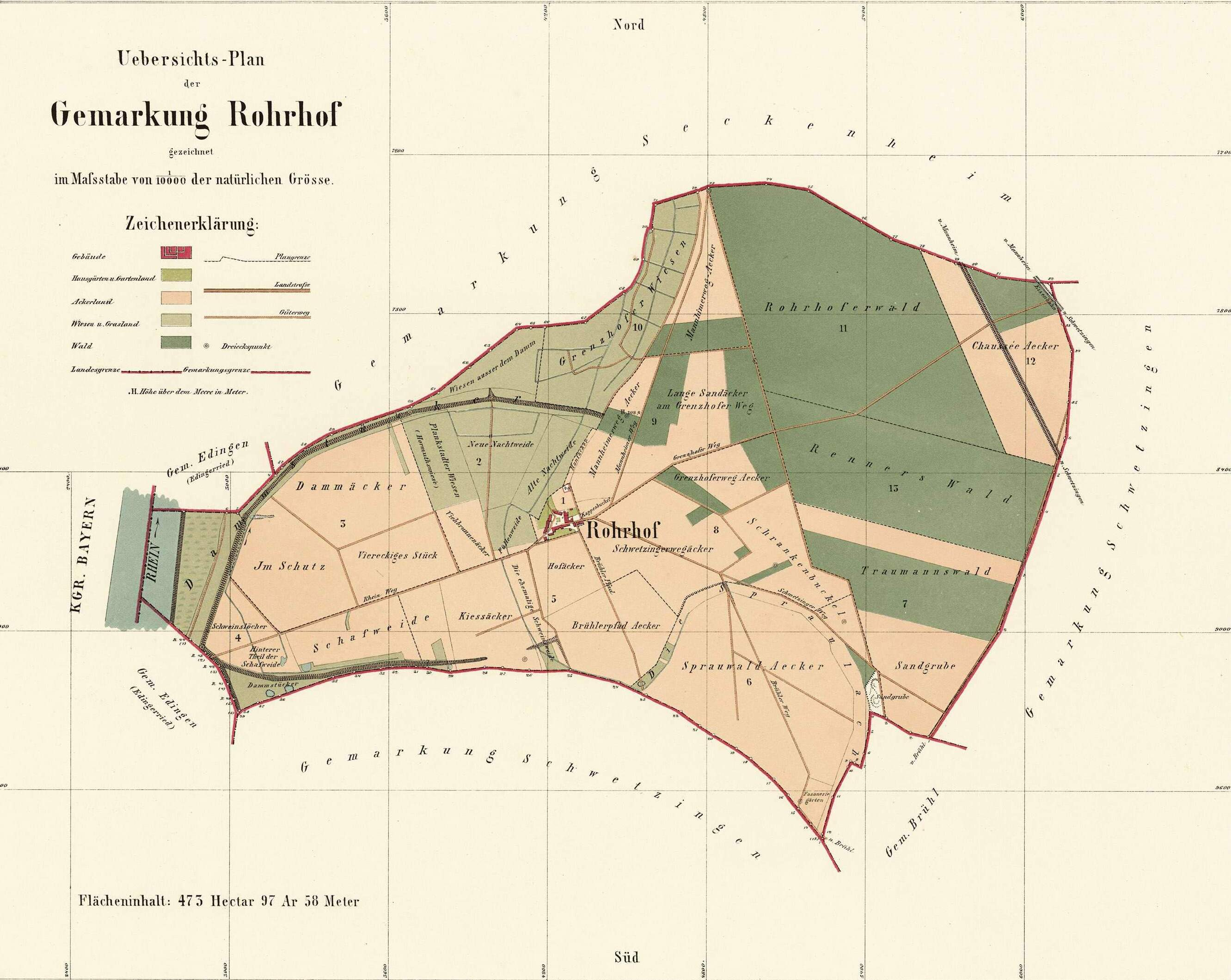
Gemarkung Rohrhof, Stand 1876

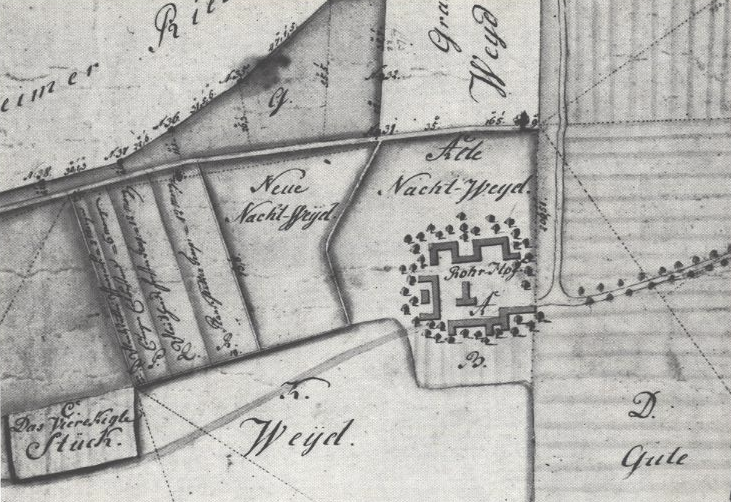
Der Rohrhof auf einer Karte von 1800

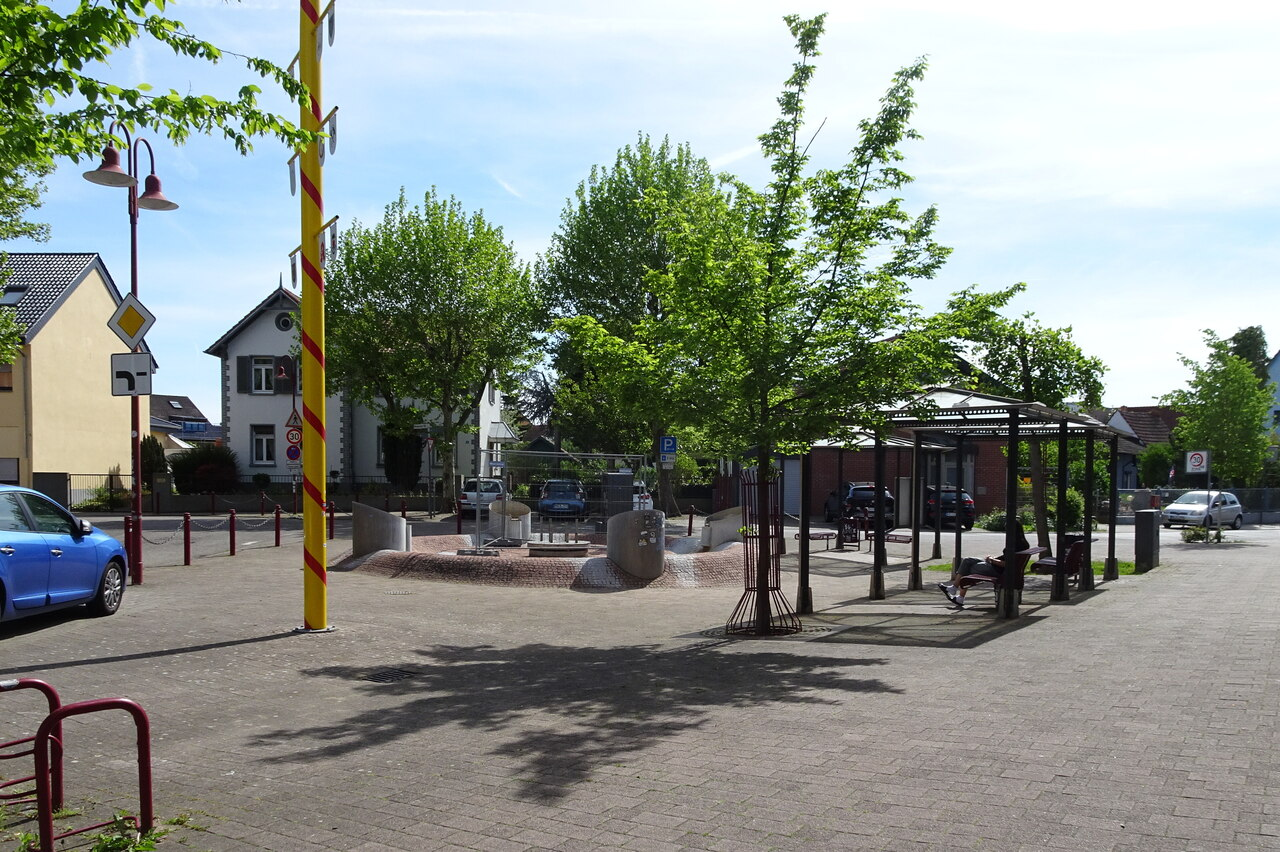
Ein Brunnen im Rohrhof

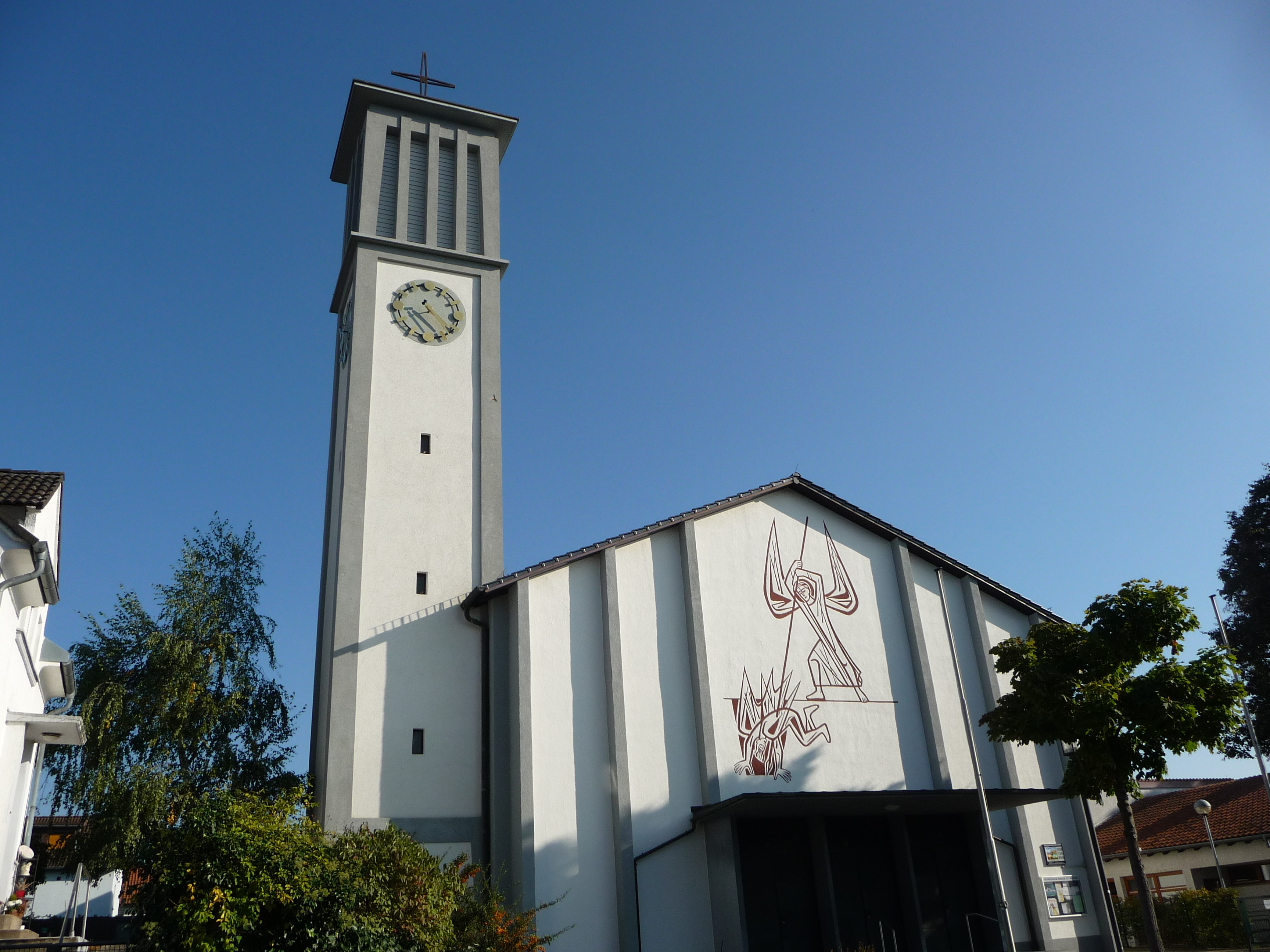
Die Kirche vom Rohrhof

Der Rohrhof ist ein Wohnplatz im Nordwesten von Baden-Württemberg. Er liegt auf dem Gebiet der Gemeinde Brühl im Rhein-Neckar-Kreis.

## Geographie
Der Rohrhof liegt in der flachen Landschaft des Oberrheinischen Tiefebene, nur wenig östlich des namensgebenden Flusses.
Benachbarte Gemeinden (auch ehemalige) sind, beginnend im Norden und dann im Uhrzeigersinne, Seckenheim, Schwetzingen und Brühl. Hinzu kommt, mit dem Edinger Ried, eine zweiteilige Exklave von Edingen im Westen am rechten Ufer des Rheins.

## Geschichte
Erstmals urkundlich erwähnt wurde der Rohrhof 976 als Rorheim. Im Gegensatz zur Namensendung -heim gilt es als unwahrscheinlich, dass es ein Dorf war. Der Name Rohrhof kam erst im 16. Jahrhundert auf.
Aufgrund der Besitzverhältnisse wird angenommen, dass es sich im Wesentlichen um ein einzelnes größeres Gut handelte. Nachdem das Kloster Schönau in dessen Besitz gekommen war, richtete es dort um 1200 eine Grangie ein. Erstmals 1316 wurde dieser Wirtschaftshof an einen Insassen des Klosters verpachtet. Nach dem Dreißigjährigen Krieg waren geflohene Mennoniten unter den Pächtern. 1836 begann die Aufteilung des Gutes in einzelne Bauernhöfe. Wegen der räumlichen Situation blieb der Charakter des Rohrhofes als landwirtschaftlich geprägter Weiler lange Zeit erhalten. Dies begann sich zu ändern, nachdem er 1878 mit Brühl vereinigt worden war. Es setzte ein Wohnungsbau ein, dem 1913 ein Ortsbauplan folgte.

## Gemeinde
Der Rohrhof konnte keinen Status als selbstständige Gemeinde erlangen, blieb aber lange eigenständig. Ab 1709 war das Ortsgericht in Brühl auch für den Rohrhof zuständig. Nach der Auflösung der Kurpfalz und dem Übergang an Baden war er durch einen Stabhalter in Brühl vertreten. Mit der Auflösung der eigenen Gemarkung 1878 folgte der letzte Schritt.

## Religiöses
Im Rohrhof steht die katholische Kirche St. Michael, die 1957 fertiggestellt worden war.